# Monte Caseros (departement)
Monte Caseros is een departement in de Argentijnse provincie Corrientes. Het departement (Spaans:  departamento) heeft een oppervlakte van 2.287 km² en telt 33.684 inwoners.

## Plaatsen in departement Monte Caseros
- Colonia Libertad
- Estación Libertad
- Juan Pujol
- Mocoretá
- Monte Caseros
- Parada Acuña
- Parada Labougle